# 内勒 (加来海峡省)
内勒（法語：Nesles，法語發音：[nɛl]）是法国上法兰西大区加来海峡省的一个市镇，位于该省西部，属于滨海布洛涅区。

## 地理
内勒（50°37'38"N, 1°39'23"E）面积5.04 平方千米，位于法国上法蘭西大區加来海峡省，该省份为法国北部沿海省份，西北濒北海，南至索姆省，东临北部省。
与内勒接壤的市镇（或旧市镇、城区）包括：孔代特、阿兰冈、讷沙泰勒-阿尔德洛、韦尔兰克坦。

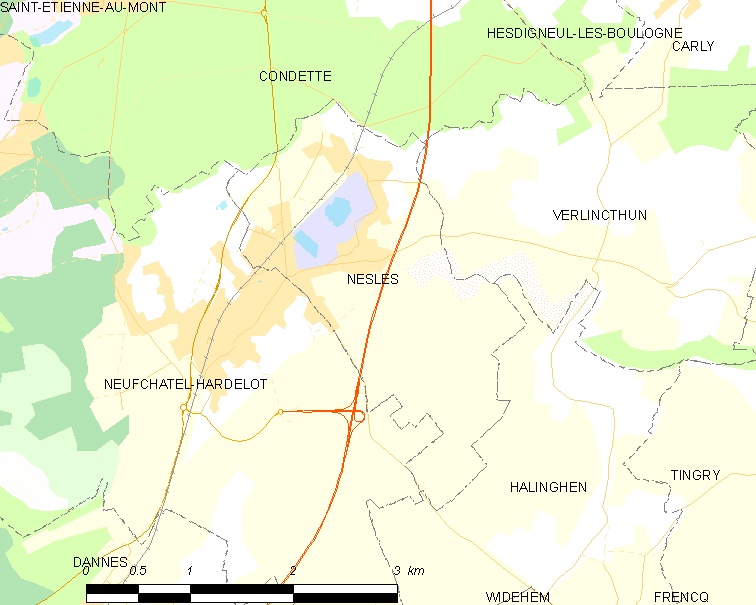
的OSM定位图

内勒的时区为UTC+01:00、UTC+02:00（夏令时）。

## 行政
内勒的邮政编码为62152，INSEE市镇编码为62603。

## 政治
内勒所属的省级选区为乌特罗县。

## 人口

1962-2008年间人口变化图示

内勒于2022年1月1日时的人口数量为1081人。